# 澳門博覽台
澳門博覽台（Macao Cultural Channel），是香港有線電視的其中一個博彩及娛樂綜合頻道，一直以提供澳門賽馬為主，其後開始提供澳門文化及娛樂資訊。自頻道啟播伊始，即主要播放澳門賽馬會專輯，及在澳門賽馬日會直播賽事，亦會播放澳門賽馬的賽前分析、晨操及直播《澳門逸園賽狗賽況》，直至2006年尾加入播放由澳門蓮花衛視提供的節目。
自2009年1月起，該頻道改為不停轉播澳門衛視（MSTV）節目。
為符合香港賭博法例，電視台會以實色色條屏蔽賽馬和賽狗節目直播畫面中的賠率資料，以及以音樂屏蔽直播聲音談及的賠率資料。
此台於2017年9月1日停播。